# Virvonsaari
Virvonsaari är en ö i Finland. Den ligger i sjön Suontee och i kommunen Hirvensalmi i den ekonomiska regionen  S:t Michel och landskapet Södra Savolax, i den södra delen av landet, 190 km norr om huvudstaden Helsingfors. Öns area är 2,7 hektar och dess största längd är 310 meter i sydöst-nordvästlig riktning.